# Ligament coraco-huméral
Le ligament coraco-huméral (ou ligament suspenseur de la tête de l’humérus ou ligament suspenseur du bras) est un ligament de l'articulation scapulo-humérale. Il renforce la partie supérieure de la capsule articulaire de l'articulation de l'épaule.

## Structure
Le ligament coraco-huméral naît du bord latéral ou de la base du processus coracoïde,. Il passe obliquement vers le bas et latéralement vers l'avant du tubercule majeur de l'humérus. Il se situe au-dessus de la tête de l'humérus. Il se confond avec le tendon du muscle muscle supra-épineux et avec le muscle subscapulaire. Il a deux faisceaux, un antérieur qui s’insère sur le tubercule mineur de l'humérus et un postérieur qui s'insère sur le tubercule majeur de l'humérus.
Le ligament est intimement uni à la capsule articulaire par son bord postérieur et inférieur. Son bord antérieur et supérieur présente un bord libre qui recouvre la capsule.

## Anatomie fonctionnelle
Le ligament coraco-huméral renforce la partie supérieure de la capsule articulaire de l'articulation scapulo-humérale.

## Aspect clinique
Le ligament coraco-huméral peut être visualisé par échographie de l'épaule,.